# Down II: A Bustle in Your Hedgerow
Down II: A Bustle in Your Hedgerow è il secondo album in studio del gruppo southern metal statunitense Down. È stato pubblicato nel 2002 e registrato nell'arco di due settimane nel Nodferatu's Lair del Louisiana, lo studio approntato nel granaio del cantante Phil Anselmo. Si tratta del primo album del gruppo con il bassista Rex Brown (già nei Pantera con Anselmo), subentrato a Todd Strange.
Il titolo è tratto da un verso del brano Stairway to Heaven dei Led Zeppelin.

## Tracce
1. Lysergik Funeral Procession (Anselmo/Keenan/Bower/Windstein) – 3:10
2. There's Something on My Side (Anselmo/Keenan/Windstein) – 5:21
3. The Man That Follows Hell (Anselmo/Keenan) – 4:33
4. Stained Glass Cross (Anselmo/Keenan/Bower) – 3:36
5. Ghosts Along the Mississippi (Anselmo/Keenan/Windstein/Bower/Brown) – 5:06
6. Learn from This Mistake (Anselmo/Keenan/Brown) – 7:14
7. Beautifully Depressed (Anselmo/Keenan/Windstein/Bower) – 4:52
8. Where I'm Going (Anselmo/Keenan) – 3:10
9. Doobinterlude (Bower) – 1:50
10. New Orleans Is a Dying Whore (Anselmo/Windstein/Keenan/Bower) – 4:15
11. The Seed (Anselmo/Keenan/Bower) – 4:21
12. Lies, I Don't Know What They Say But... (Anselmo/Keenan/Brown) – 6:21
13. Flambeaux's Jamming With St. Aug (Bower) – 0:59
14. Dog Tired (Anselmo/Keenan/Bower) – 3:21
15. Landing on the Mountains Of Meggido (Anselmo) – 7:49

## Formazione
Gruppo
- Phil Anselmo - voce
- Pepper Keenan - chitarra
- Kirk Windstein - chitarra
- Rex Brown - basso, farfisa
- Jimmy Bower - batteria

Altri musicisti
- Opal Anselmo - voce in Landing on the Mountains of Meggido